# Alexander Freytag von Loringhoven
Alexander Freytag von Loringhoven (* 8. Mai 1849 in Rio de Janeiro; † 12. September 1908 in Weimar) war ein deutscher Jurist, Archivar und Schriftsteller.

## Leben
Alexander Luis Ulrich Heinrich Johann Frhr. von Freytag-Loringhoven wurde 1849 in Rio de Janeiro als gemeinsames Kind des Geschäftsträgers Carl Gottlob von Freytag-Loringhoven und seiner Ehefrau, Mathilde Luise, geb. Kalkmann (1824–1909), Tochter des Kaufmanns und kaiserlich brasilianischen Vizekonsuls und Reeders in Bremen Ludwig Friedrich Kalkmann, geboren. Alexanders Tante war die Bremer Frauenrechtlerin Marie Kalkmann.
Er genoss häuslichen Unterricht in Stockholm und Kopenhagen und besuchte das Gymnasium in Bremen. 1868–69 absolvierte er ein Studium der Rechtswissenschaften an der Kaiserlichen Universität Dorpat und in Berlin und nahm 1870/71 als Freiwilliger am Deutsch-Französischen Krieg teil. Nach einer kurzen Beamtentätigkeit zu Mitau in Lettland wurde er 1871 Hauptarchivar der livländischen adeligen Güter-Kredit-Sozietät zu Riga. Er war Kammerherr Seiner königlichen Hoheit des Großherzogs von Sachsen, Rechtsritter des Johanniterordens und Mitglied des Verwaltungskomitees des Stadttheaters Riga. Vermählt war er zunächst 1877 mit der Schriftstellerin Marie Selma Freiin Freytag von Loringhoven aus der Linie Karl Johann, Haus Pajomois-Ficht (Ösel, seit 1846 und 1848) (1858–1931, Pseudonym: Iwan Delicz), Tochter des russischen Generalkonsuls zu Hamburg Charles v. Freytag-Loringhoven. Die Ehe wurde 1883 geschieden. Am 14. März 1888 heiratete er erneut, und zwar Anna Maria Freiin von Sebottendorf von der Rose (1852–1908). Inzwischen war Baron Alexander Freytag von Loringhoven Kammerherr beim Großherzog von Sachsen-Weimar-Eisenach.
Alexander Freytag von Loringhoven war auch als Schriftsteller tätig. Die meisten der Stücke des russisch-deutschen Dichters wurden in Riga, der größten Stadt des Baltikums, mittlerweile ausgebaut zu einem der wichtigsten Häfen Russlands, wo zudem bis 1891 Deutsch die offizielle Amtssprache war, aufgeführt. Im Deutschen Theaterjahrbuch verlautet 1892 über Freytag von Loringhovens Lebenslauf und seine Werke:

„Freytag von Loringhoven, Alexander, Frhr. v., Kammerherr, Archivar und Lustspieldichter, geb. 8/5 1849 Rio de Janeiro, wo sein Vater russischer Diplomat war, wurde in Kopenhagen von Hauslehrern unterrichtet, besuchte dann die oberen Klassen der Gelehrtenschule in Bremen und studierte darauf in Dorpat und Berlin; machte 1870 den deutsch-französischen Krieg als Kriegsfreiwilliger mit, absolvierte sein Staatsexamen in Dorpat und ist gegenwärtig Hauptarchivar der livländischen adeligen Güter-Kredit-Sozietät zu Riga, gleichzeitig Kammerherr Sr. kgl. Hoheit des Großherzogs von Sachsen und Rechtsritter des Johanniter-Ordens, vermählt mit Anna, Freiin v. Sebottendorf (als Anna v. Seedorf am Thaliatheater zu Hamburg von 1876–84 und am Stadttheater zu Riga von 1884–87 engagiert). Werke auf dramat. Gebiet: ‚Am Strande‘ (Lokal-Einakter, vielfach aufgeführt; Mitau 1889); ‚Die Cousine‘ (Einakter, Auff.: Weimar, Riga, Graz u. a., Entsch, Berlin); ‚Illona‘ (Schausp. in 3 A., Manuskr., Auff.: Riga); ‚Der Kuß im Monde‘ (Lokalscherz; Manuskr., Auff.: Riga) sowie die Einakter: ‚Der Rittmeister‘, ‚Der Nichtraucher‘ und die Soloszene: ‚Die Premiere‘ (Auff.: Riga).“

## Bibliographie
- Zwei Schwestern. Erzählung in Briefen, 1887
- Erlebnisse aus dem deutsch-französischen Kriege, 1887
- Am Strande. Baltische Lokalplauderei, 1889
- Ernstes und Heiteres. Vermischte Schriften, 1892–1894
- Das Preisstück, 1898
- Aus der Hexenzeit. Kulturgeschichtliches Spiel aus Alt-Livland, 1902
- Das Trio, 1903
- Aus den westlichen Gouvernements Rußlands, 1905
- Nerven. Skizzen aus der Theaterwelt, 1905
- Silhouetten, 1912